# Першина Олена Володимирівна
Олена Володимирівна Першина (24 грудня 1963 , Харківська область ) — казахська легкоатлетка, що спеціалізується на стрибках у довжину, дворазова учасниця Олімпійських ігор (1996 та 2000 роки), чемпіонка Ахії.

## Кар'єра
| Рік                   | Змагання                     | Місто                 | Місце                 | Дисципліна            | Примітки              |
| Представник Казахстан | Представник Казахстан        | Представник Казахстан | Представник Казахстан | Представник Казахстан | Представник Казахстан |
| --------------------- | ---------------------------- | --------------------- | --------------------- | --------------------- | --------------------- |
| 1995                  | Чемпіонат світу в приміщенні | Барселона, Іспанія    | 11                    | стрибки у довжину     | 6.31 м                |
| 1996                  | Олімпійські ігри             | Атланта, США          | 15 (кв.)              | стрибки у довжину     | 6.50 м                |
| 1997                  | Чемпіонат світу              | Афіни, Греція         | 23 (кв.)              | стрибки у довжину     | 6.38 м                |
| 1998                  | Чемпіонат Азії               | Фукуока, Японія       | 3                     | стрибки у довжину     | 6.50 м                |
| 1998                  | Азійські ігри                | Бангкок, Таїланд      | 3                     | стрибки у довжину     | 6.55 м                |
| 1998                  | Азійські ігри                | Бангкок, Таїланд      | 5                     | потрійний стрибок     | 13.43 м               |
| 1999                  | Чемпіонат світу              | Севілья, Іспанія      | 19 (кв.)              | стрибки у довжину     | 6.51 м                |
| 2000                  | Олімпійські ігри             | Сідней, Австралія     | 28 (кв.)              | стрибки у довжину     | 6.24 м                |